# Maud FitzJohnová, hraběnka z Warwicku
Maud FitzJohnová, hraběnka z Warwicku (1238, Surrey – 16./18. března 1301) byla anglickou šlechtičnou a nejstarší dcerou Johna John Fitzgeoffreye, pána ze Shere. Jejím druhým manželem byl slavný voják William de Beauchamp, 9. hrabě z Warwicku. Přes svou dceru Isabelu byla Maud babičkou Huga Despensera mladšího, neoblíbeného favorita krále Eduarda II. Anglického. Hugo byl v roce 1326 popraven.

## Rodina
Maud se narodila v Shere v anglickém hrabství Surrey kolem roku 1238 jako nejstarší dcera Johna Fitzgeoffreye, pána ze Shere, justiciára Irska, a jeho manželky Isabel le Bigod. Maud měla dva bratry, Richarda a Johna, a tři mladší sestry, Aveline, Johanu a Isabelu. Měla také nevlastního bratra, Waltera de Lacy, a dvě nevlastní sestry Margery de Lacy a Maud de Lacy, baronku z Geneville, z matčina prvního manželství s Gilbertem de Lacy z Ewyas Lacy. Jejími prarodiči byli Geoffrey FitzPeter, 1. hrabě z Essexu a Aveline de Clare a Hugo Bigod, 3. hrabě z Norfolku s Maud Marshalovou.

## Manželství a potomci
Maud se poprvé provdala za Geralda de Furnivall, pána z Hallamshire. Někdy po jeho smrti v roce 1261 se podruhé provdala za slavného vojáka Williama Beauchampa, 9. hraběte z Warwicku. Po svatbě se stala hraběnkou z Warwicku.
S hrabětem z Warwicku měla Maud nejméně dvě děti:
- Guy de Beauchamp, 10. hrabě z Warwicku (1272 – 12. srpna 1315)
- Isabela de Beauchamp (1263 – před 30. květnem 1306)

Maud zemřela mezi 16. a 18. dubnem 1301. Byla pohřbena v domě Františkánů ve Worcesteru.